# Setiles
Setiles es un municipio y localidad española de la provincia de Guadalajara, en la comunidad autónoma de Castilla-La Mancha. El término municipal tiene una población de 84 habitantes (INE 2024).

## Geografía
El municipio tiene una superficie de 56,77 km².

### Clima
| Parámetros climáticos promedio de Setiles en el periodo 1969-2003 | Parámetros climáticos promedio de Setiles en el periodo 1969-2003 | Parámetros climáticos promedio de Setiles en el periodo 1969-2003 | Parámetros climáticos promedio de Setiles en el periodo 1969-2003 | Parámetros climáticos promedio de Setiles en el periodo 1969-2003 | Parámetros climáticos promedio de Setiles en el periodo 1969-2003 | Parámetros climáticos promedio de Setiles en el periodo 1969-2003 | Parámetros climáticos promedio de Setiles en el periodo 1969-2003 | Parámetros climáticos promedio de Setiles en el periodo 1969-2003 | Parámetros climáticos promedio de Setiles en el periodo 1969-2003 | Parámetros climáticos promedio de Setiles en el periodo 1969-2003 | Parámetros climáticos promedio de Setiles en el periodo 1969-2003 | Parámetros climáticos promedio de Setiles en el periodo 1969-2003 | Parámetros climáticos promedio de Setiles en el periodo 1969-2003 |
| Mes | Ene.                                                              | Feb.                                                              | Mar.                                                              | Abr.                                                              | May.                                                              | Jun.                                                              | Jul.                                                              | Ago.                                                              | Sep.                                                              | Oct.                                                              | Nov.                                                              | Dic.                                                              | Anual                                                             |
| --- | ----------------------------------------------------------------- | ----------------------------------------------------------------- | ----------------------------------------------------------------- | ----------------------------------------------------------------- | ----------------------------------------------------------------- | ----------------------------------------------------------------- | ----------------------------------------------------------------- | ----------------------------------------------------------------- | ----------------------------------------------------------------- | ----------------------------------------------------------------- | ----------------------------------------------------------------- | ----------------------------------------------------------------- | ----------------------------------------------------------------- |
| Temp. media (°C) | 0.5                                                               | 1.4                                                               | 3.2                                                               | 6.6                                                               | 11.1                                                              | 15.7                                                              | 21.0                                                              | 20.7                                                              | 15.7                                                              | 9.5                                                               | 3.8                                                               | 1.0                                                               | 9.2                                                               |
| Precipitación total (mm) | 30.2                                                              | 24.9                                                              | 34.1                                                              | 50.1                                                              | 68.5                                                              | 50.4                                                              | 27.2                                                              | 27.3                                                              | 35.6                                                              | 40.0                                                              | 28.5                                                              | 31.4                                                              | 448.2                                                             |
| Fuente: Ministerio de Agricultura, Alimentación y Medio Ambiente. Datos de precipitación para el periodo 1969-2003 y de temperatura para el periodo 1969-1980 en Setiles. |                                                                   |                                                                   |                                                                   |                                                                   |                                                                   |                                                                   |                                                                   |                                                                   |                                                                   |                                                                   |                                                                   |                                                                   |                                                                   |

## Historia
Durante las épocas celtibérica, romana y andalusí ya se realizaban procesos metalúrgicos de extracción, transformación y forja del hierro extraído.
Hacia mediados del siglo XIX, el lugar tenía contabilizada una población de 318 habitantes. La localidad aparece descrita en el decimocuarto volumen del Diccionario geográfico-estadístico-histórico de España y sus posesiones de Ultramar de Pascual Madoz de la siguiente manera:

SETILES: l. con ayunt. en la prov. de Guadalajara (24 leg.), part. jud. de Molina (4), aud. terr. de Madrid (34), c. g. de Castilla la Nueva, dióc. de Sigüenza (14): sit. en unas pequeñas lomas con buena ventilacion y saludable clima. Tiene 100 casas; la consistorial; cárcel; escuela de instruccion primaria, frecuentada por 40 alumnos, dotada con 1,100 rs.; una igl. parr. (La Asuncion de Ntra. Sra.) matriz de la del Pedregal, servida por un cura, un teniente para la filial, y un sacristáa: el térm. confina con los de El Pobo, Tordellego, Tordesilos, Ojosnegros y Pedregal; dentro de él se encuentran las ermitas de la Soledad, San Fabian y San Sebastian; dos buenas fuentes, la una mineral, á cuyas aguas se atribuyen virtudes medicinales para la curacion de la clorósis y mal de orina; hay abundantes minas de buen hierro que surten á la mayor parte de las ferrerias del part. El terreno en su mayor parte quebrado, es de regular calidad y todo de secano: comprende dos montes poblados, uno hacia el N. y otro al E. de la pobl. caminos; los locales y el de carruage que conduce á Valencia y a la cab. del part, en la que se recibe y despacha el correo por un balijero. prod.: trigo, centeno, cebada, avena, legumbres, leñas de combustible y pastos, con los que se mantiene ganado lanar, cabrio y vacuno; hay caza de liebres, conejos y perdices. ind.: la agrícola y la esplotacion de las minas, que ocupa bastantes brazos. pobl.: 102 vec., 318 alm. cap. prod.: 2.968,000 rs. imp.: 148,400. contr.: 6.946.
(Madoz, 1849, p. 208)

En 1903 los empresarios vascos Eduardo Aznar y Ramón de la Sota fundaron la Compañía Minera de Sierra Menera en un enclave de una extensión de 1400 hectáreas entre los términos de Setiles y Ojos Negros. El material de la extracción era conducido mediante vía férrea a Sagunto. 
El salario de los mineros era bajo, con lo que los trabajadores habían de complementar sus ingresos con las labores del campo.
Durante los años 1936 y 1941 la mina se quedó sin actividad debido a la guerra civil. En 1990 la empresa gestora de las minas cierra tras ochenta y siete años de trabajo, debido al cierre de los altos hornos de Sagunto y las inversiones que habrían que hacer para seguir con la explotación.

## Demografía
Setiles cuenta con una población de 84 habitantes (INE 2024).
| Gráfica de evolución demográfica de Setiles entre 1842 y 2021                                                       |
| |
| Población de derecho según los censos de población del INE Población de hecho según los censos de población del INE |

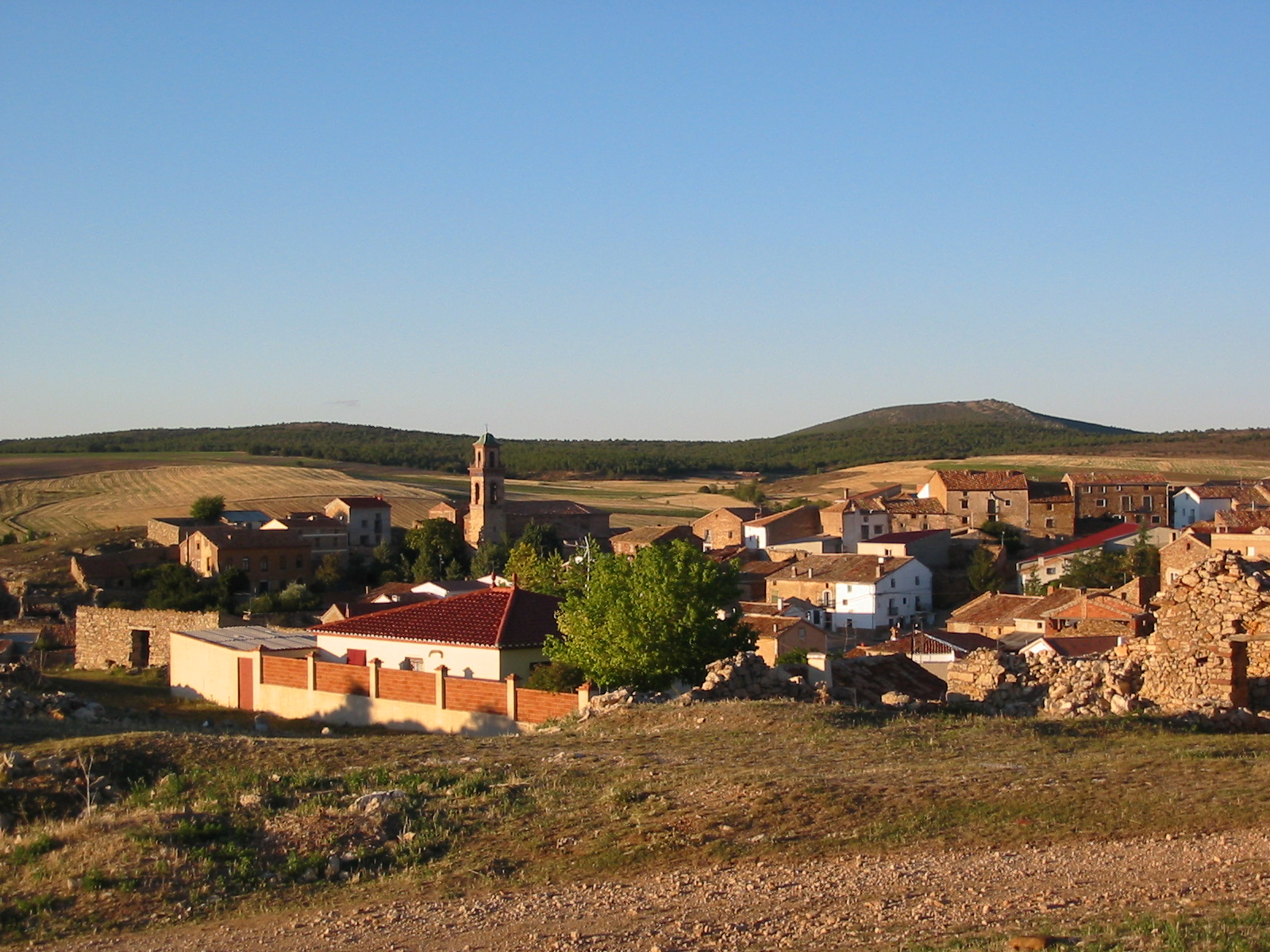
Setiles vista desde El Santo

La población de Setiles ha ido disminuyendo desde la segunda mitad del siglo XX. Durante verano aumenta la población por el regreso de los originarios de la localidad en temporada vacacional.
| 231                       | 179 | 160 | 163 | 162 | 159 | 154 | 144 | 147 | 141 | 129 | 128 | 122 | 119 | 111 | 103 | 98 | 92 | 86 | 85 | 86 |
| (Fuente: INE [Consultar]) |     |     |     |     |     |     |     |     |     |     |     |     |     |     |     |    |    |    |    |    |

## Economía
Las fuentes económicas de Setiles son principalmente la agricultura y la energía eólica. Durante buena parte del siglo XX buena parte de la economía del municipio giraba en torno a la explotación de las minas de hierro.

## Administración
| Periodo   | Nombre                                 | Partido |
| --------- | -------------------------------------- | ------- |
| 1979-1983 | Ponciano López López                   | UCD     |
| 1983-1987 | Juan Navío Abad/Cayetano López Sánchez | PSOE    |
| 1987-1991 | Cayetano López Sánchez                 | PSOE    |
| 1991-1995 | Jaime Sanz López                       | PSOE    |
| 1995-1999 | Jaime Sanz López                       | PSOE    |
| 1999-2003 | José Manuel López López                | PP      |
| 2003-2007 | Jaime Sanz López                       | PSOE    |
| 2007-2011 | Cayetano López Sánchez                 | PP      |
| 2011-2015 | Manuel López Vizcaíno                  | PSOE    |
| 2015-2019 | Cayetano López Sánchez                 | PP      |
| 2019-2023 | Cayetano López Sánchez                 | PP      |
| 2023-act. | Antonio Trillo Reyes                   | PSOE    |

## Patrimonio

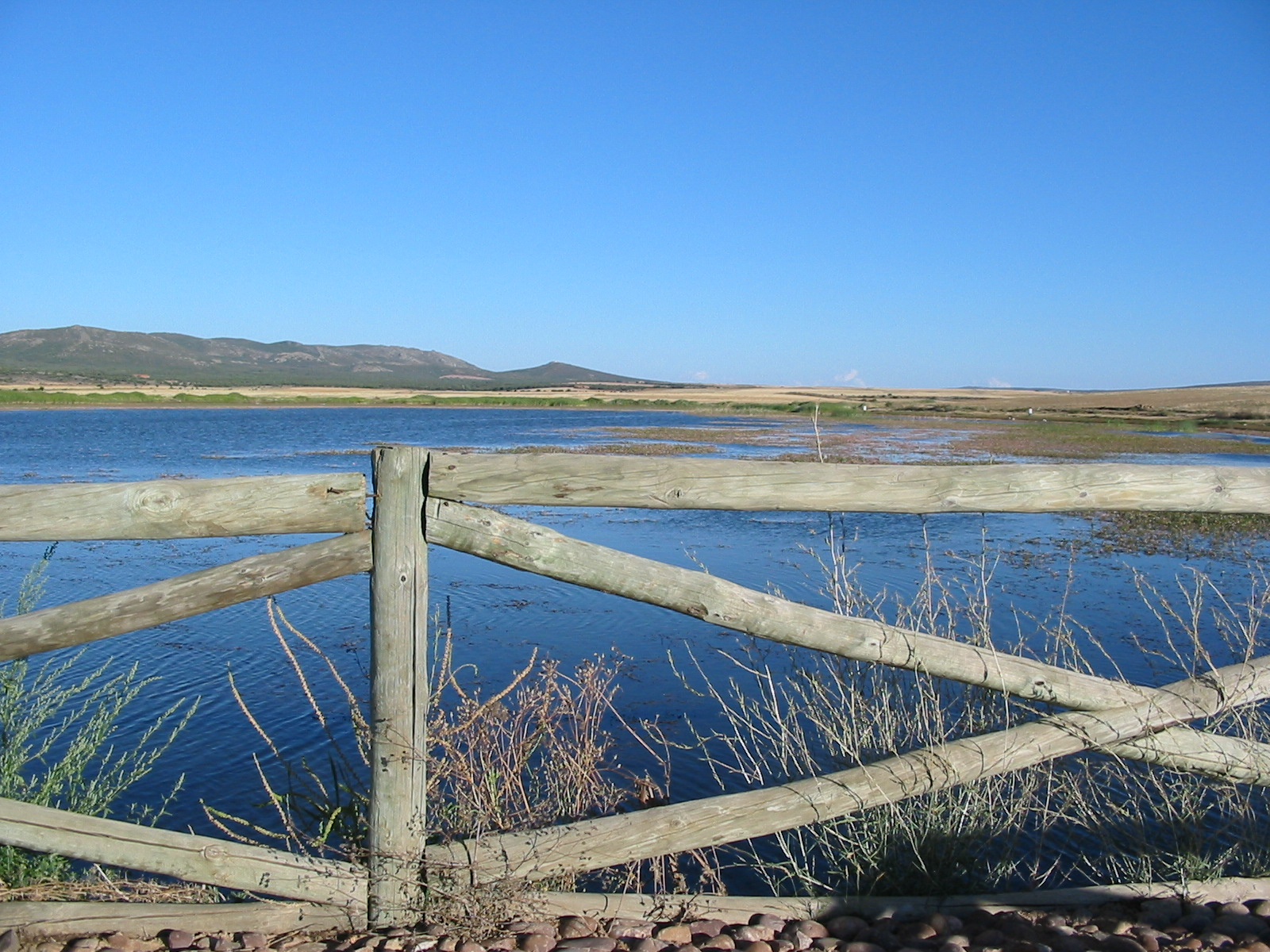
Laguna de los Majanos

- La Casa Grande. Construida inicialmente como colegio, actual Ayuntamiento.
- Casa fuerte de los Malo de Marcilla. Castillete del siglo XV.
- Casa-palacio del tío Pedro y la tía Braulia, construida en 1752.
- Fuente de Abajo, construida en 1897.
- Ermita del Santo, bendecida el 15 de mayo de 1634.
- Minas de hierro.
- Laguna de los Majanos.
- El Frontrón, construido en 1913.

## Fiestas
En la primera semana de agosto se celebran las fiestas de verano, organizadas por los veraneantes. Las fiestas patronales son el primer domingo de octubre en honor a la Virgen del Rosario. Por último, cada 28 de diciembre se celebra la botarga de "El Diablo".